# Rothesay International 2022 - Qualificazioni singolare femminile
Le qualificazioni del singolare del Rothesay International 2022 sono state un torneo di tennis preliminare per accedere alla fase finale della manifestazione. Le vincitrici dell'ultimo turno sono entrate di diritto nel tabellone principale. In caso di ritiro di una o più giocatrici aventi diritto, a queste sono subentrate le Lucky loser, ossia le giocatrici che hanno perso nell'ultimo turno ma che avevano una classifica più alta rispetto alle altre partecipanti che avevano comunque perso nel turno finale.

## Teste di serie
1. Donna Vekić (qualificata)
2. Wang Xiyu (ritirata)
3. Heather Watson (ultimo turno, lucky loser)
4. Aleksandra Krunić (qualificata)

1. Daria Saville (primo turno)
2. Rebecca Marino (ultimo turno, lucky loser)
3. Kristina Mladenovic (primo turno)
4. Lesja Curenko (qualificata)

### Qualificate
1. Donna Vekić
2. Kirsten Flipkens

1. Lesja Curenko
2. Aleksandra Krunić

### Lucky loser
1. Heather Watson
2. Rebecca Marino

1. Viktorija Tomova

## Tabellone

### Legenda
| - Q = Qualificato - WC = Wild card - LL = Lucky loser | - ALT = Alternate - SE = Special Exempt - PR = Protected Ranking | - w/o = Walkover - r = Ritirato - d = Squalificato |

### Sezione 1
|  | Primo turno | Primo turno     | Primo turno    | Primo turno | Primo turno |  |  | Ultimo turno | Ultimo turno    | Ultimo turno | Ultimo turno | Ultimo turno |  |
|  |             |                 |                |             |             |  |  |              |                 |              |              |              |  |
|  | 1           | Donna Vekić     | Donna Vekić    | 6           | 6           |  |  |              |                 |              |              |              |  |
|  | WC          | Alicia Dudeney  | Alicia Dudeney | 1           | 3           |  |  | 1            | Donna Vekić     | 6            | 4            | 6            |  |
|  |             | Yuriko Miyazaki | 1              | 6           | 6           |  |  |              | Yuriko Miyazaki | 2            | 6            | 3            |  |
|  | 5           | Daria Saville   | 6              | 1           | 4           |  |  |              |                 |              |              |              |  |

### Sezione 2
|  | Primo turno | Primo turno         | Primo turno         | Primo turno | Primo turno |  |  | Ultimo turno | Ultimo turno     | Ultimo turno | Ultimo turno | Ultimo turno |  |
|  |             |                     |                     |             |             |  |  |              |                  |              |              |              |  |
|  | Alt         | Anna Danilina       | Anna Danilina       | 1           | 2           |  |  |              |                  |              |              |              |  |
|  |             | Viktorija Tomova    | Viktorija Tomova    | 6           | 6           |  |  |              | Viktorija Tomova | 6            | 2            | 64           |  |
|  | PR          | Kirsten Flipkens    | Kirsten Flipkens    | 6           | 6           |  |  | PR           | Kirsten Flipkens | 4            | 6            | 7            |  |
|  | 7           | Kristina Mladenovic | Kristina Mladenovic | 4           | 4           |  |  |              |                  |              |              |              |  |

### Sezione 3
|  | Primo turno | Primo turno       | Primo turno      | Primo turno | Primo turno |  |  | Ultimo turno | Ultimo turno   | Ultimo turno   | Ultimo turno | Ultimo turno |  |
|  |             |                   |                  |             |             |  |  |              |                |                |              |              |  |
|  | 3           | Heather Watson    | 4                | 6           | 6           |  |  |              |                |                |              |              |  |
|  |             | Urszula Radwańska | 6                | 3           | 3           |  |  | 3            | Heather Watson | Heather Watson | 2            | 6            |  |
|  |             | Kimberly Birrell  | Kimberly Birrell | 3           | 1           |  |  | 8            | Lesja Curenko  | Lesja Curenko  | 6            | 7            |  |
|  | 8           | Lesja Curenko     | Lesja Curenko    | 6           | 6           |  |  |              |                |                |              |              |  |

### Sezione 4
|  | Primo turno | Primo turno       | Primo turno       | Primo turno | Primo turno |  |  | Ultimo turno | Ultimo turno      | Ultimo turno | Ultimo turno | Ultimo turno |  |
|  |             |                   |                   |             |             |  |  |              |                   |              |              |              |  |
|  | 4           | Aleksandra Krunić | Aleksandra Krunić | 6           | 6           |  |  |              |                   |              |              |              |  |
|  |             | Caty McNally      | Caty McNally      | 2           | 3           |  |  | 4            | Aleksandra Krunić | 6            | 4            | 6            |  |
|  | WC          | Freya Christie    | Freya Christie    | 1           | 4           |  |  | 6            | Rebecca Marino    | 1            | 6            | 2            |  |
|  | 6           | Rebecca Marino    | Rebecca Marino    | 6           | 6           |  |  |              |                   |              |              |              |  |